# Aderus septemnotatus
Aderus septemnotatus é uma espécie de inseto besouro da família Aderidae. Foi descrita cientificamente por Maurice Pic em 1937.

## Distribuição geográfica
Habita em Tonquim (Vietname).